# The Section
The Section ist eine US-amerikanische Begleitband aus Session-Musikern. Sie formierte sich 1970 anlässlich der ersten ausgedehnten US-Tournee des Singer-Songwriters James Taylor, der auch den Namen auswählte, und blieb anschließend wegen des großen Erfolgs und der außergewöhnlichen musikalischen Harmonie, die unter den Mitgliedern herrschte, zusammen. Für fast ein Jahrzehnt lang war sie eine renommierte und viel gebuchte Studio- und Live-Band der Musikszene in Los Angeles und der Westküste der USA.

## Musikalisches Wirken
The Section bestand aus dem Gitarristen Danny „Kootch“ Kortchmar, dem Bassisten Leland Sklar, dem Pianisten Craig Doerge und dem Schlagzeuger Russ Kunkel, im Laufe der Jahre oft ergänzt um den Gitarristen Waddy Wachtel, den Multiinstrumentalisten David Lindley, sowie den Saxophonisten Michael Brecker. Vor allem durch die regelmäßige Zusammenarbeit mit Stars und bekannten Größen wie James Taylor, Crosby, Stills and Nash, Jackson Browne, Warren Zevon, Carole King oder Linda Ronstadt erlangten sie größere Bekanntheit. Es war zudem die Zeit eines Paradigmenwechsels, in der Studiomusiker begannen, über das reine Abspielen von einem Notenblatt hinaus ein hohes Maß an eigener Kreativität zu entwickeln. Die jungen, aufstrebenden Stars, für die sie spielten, schätzten solcherlei Eigenständigkeit und musikalische Unterstützung und begannen, immer häufiger die Namen der Musiker in den Credits der Albumcover zu nennen, was auch zu dieser Zeit noch nicht selbstverständlich war und für weitere Motivation sorgte.
The Section spielte auf Dutzenden von Produktionen, häufig von Künstlern des Plattenlabels Asylum Records, was ihnen den Ruf einer „Hausband“ einbrachte. Die Verbreitung und Entwicklung des damaligen „Softrock“ und die Tatsache, dass The Section oft von Singer-Songwritern gebucht wurden, verhalf ihnen zu dem Spitznamen „The Mellow Mafia“. Das Rolling Stone-Magazin bezeichnete sie als „The Knights of Softrock“ („die Ritter des Softrock“).
Ende der 1970er Jahre stellten die Bandmitglieder ihre gemeinsame Arbeit ein, da die Buchungen und Engagements der kompletten Formation zunehmend zurückgingen. Auch die Protagonisten unterlagen einem Abnutzungs- und Alterungsprozess und griffen nur zu gerne zum Hilfsmittel einer „Bandverjüngung“, um selbst bei ihren Fans nach wie vor im Gespräch zu bleiben und weiter Aufmerksamkeit zu erlangen. Produktionsweisen und musikalische Stilrichtungen hatten sich zudem drastisch verändert, New Wave und Punk waren die gefragten Genres, und die Musiker von The Section gingen ihre eigenen Wege, um gleichwohl weiterhin unabhängig voneinander auf den Produktionen oder bei Tourneen prominenter Stars wie Phil Collins, Don Henley, Stevie Nicks oder Simon and Garfunkel wieder aufzutauchen. 
2007 begleiteten sie James Taylor und Carole King bei ihrem „Live at the Troubadour“-Konzert anlässlich des 50. Geburtstages des Clubs. Im Jahr 2014 brachte die britische Singer-Songwriterin Judith Owen einige Mitglieder von The Section für ihre Produktion Ebb & Flow, ebenso wie für die anschließende Tournee wieder zusammen.
2018 gründeten ehemalige Mitglieder von The Section eine neue Band: The Immediate Family.

## Ehrung
Anlässlich der jährlichen NAMM in Anaheim, Kalifornien, wurde The Section 2018 in die „TEC Awards Hall of Fame“ aufgenommen, während Jackson Browne mit dem „Les Paul Innovation Award“ geehrt wurde. Gegenstand dieser späten Ehrungen war das Album „Running on Empty“, eine wegweisende Live-Produktion und Tour-Dokumentation Brownes aus dem Jahr 1977, bei der The Section als Begleitband mitwirkte.

## Diskografie
The Section haben bisher drei eigene Rock- und Jazz Fusion Alben bei Warner Brothers und Capitol Records veröffentlicht.
- The Section (1972)
- Forward Motion (1973)
- Fork It Over (1977)